# Razboina, Burgas
Razboina (în bulgară Разбойна) este un sat în comuna Ruen, regiunea Burgas,  Bulgaria. 

## Demografie
Componența etnică a satului Razboina
     Turci (2,32%)
     Nicio identificare (97,06%)
     Altele (0,61%)
La recensământul din 2011, populația satului Razboina era de 817 locuitori. Nu există o etnie majoritară, locuitorii fiind  și turci (2,32%). Pentru 97,06% din locuitori nu este cunoscută apartenența etnică.